# 川口市立元郷南小学校
川口市立元郷南小学校（かわぐちしりつ もとごうみなみしょうがっこう）は、埼玉県川口市元郷にある公立小学校。

## 沿革
- 1963年4月1日 - 川口市立元郷南小学校として開校。それに伴い学区変更により川口市立領家小学校から一部の生徒が移籍[1]
- 2011年 ‐ 耐震強度問題に伴う校舎建て替えのため、エルザタワー55の北側空地（日本ピストンリング工場跡地）へ移転した。

## 教育目標
- 自ら学ぶ子
- 心豊かな子
- 強く丈夫な子[2]

## 通学区域
- 元郷1丁目 - 全域
- 元郷2丁目 - 全域
- 元郷3丁目 - 全域
- 元郷4丁目 - 全域[3]